# Vukovje Zelinsko
 Vukovje Zelinsko  falu Horvátországban Zágráb megyében. Közigazgatásilag Szentivánzelinához tartozik.

## Fekvése
Zágrábtól 22 km-re északkeletre, községközpontjától  8 km-re délre, az A4-es autópálya mellett fekszik.

## Története
A falunak 1857-ben 50,  1910-ben 96 lakosa volt. Trianonig Zágráb vármegye Szentivánzelinai járásához tartozott. 2001-ben 89 lakosa volt.

## Lakosság
| Lakosság változása | Lakosság változása | Lakosság változása | Lakosság változása | Lakosság változása | Lakosság változása | Lakosság változása | Lakosság változása | Lakosság változása | Lakosság változása | Lakosság változása | Lakosság változása | Lakosság változása | Lakosság változása | Lakosság változása |
| ------------------ | ------------------ | ------------------ | ------------------ | ------------------ | ------------------ | ------------------ | ------------------ | ------------------ | ------------------ | ------------------ | ------------------ | ------------------ | ------------------ | ------------------ |
| 1857               | 1869               | 1880               | 1890               | 1900               | 1910               | 1921               | 1931               | 1948               | 1953               | 1961               | 1971               | 1981               | 1991               | 2001               |
| 50                 | 0                  | 0                  | 0                  | 69                 | 96                 | 108                | 98                 | 103                | 105                | 104                | 103                | 82                 | 77                 | 89                 |

## Külső hivatkozások
Szentivánzelina község hivatalos oldala